# Pedro Mascarenhas

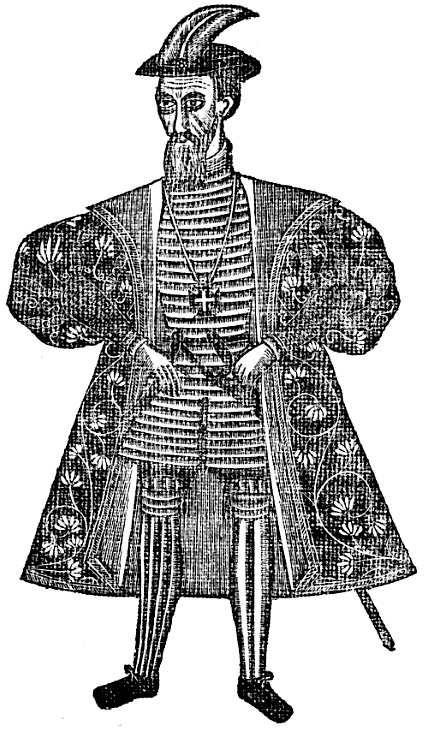
Pedro Mascarenhas

Pedro Mascarenhas (Mértola, ca. 1484 - Goa (Portugees-Indië), 23 juni 1555) was een Portugese ontdekkingsreiziger. Hij wordt beschouwd als de ontdekker van de eilandengroep waaraan zijn landgenoot Diogo Rodrigues zijn naam gaf: de Mascarenen, ten oosten van Madagaskar in de Indische Oceaan, bestaande uit Mauritius, Réunion, Rodrigues, de Agalega-eilanden en Cargados Carajos.
Door de stichting van het Casa da Índia (dat als een Portugese Oostindische Compagnie fungeerde) in 1499 werd er een impuls gegeven aan de ontdekkingsreizen langs de kust van Afrika richting Azië. Mascarenhas, afkomstig uit een invloedrijke familie, trad hierbij in dienst en stelde een vloot van schepen samen waarmee hij een aantal reizen ondernam langs de kust van Noord-Afrika en Mozambique, voornamelijk voor specerijenhandel.
In 1511, toen hij in de buurt van Kaap de Goede Hoop was, vernam hij dat er een opstand gaande was in de regio van Goa. Dit was waarschijnlijk op instigatie van sultan Adil Shah die de Portugezen uit India wilde verdrijven. Mascarenhas besloot daarop om een deel van de vloot op een snellere manier India te laten bereiken om te kunnen ingrijpen. Doorgaans werd er langs de oostkust van Afrika gevaren, maar men koos voor een route via onbekende wateren voorbij Madagaskar. Hier stuitte hij in 1513 op de groep eilanden die uiteindelijk zijn naam zouden dragen. Op zijn weg naar India ontdekte hij tevens het eiland Diego Garcia.
In 1554 werd hij benoemd tot onderkoning van Goa in Portugees Indië. Er wordt aangenomen dat hij negen maanden later stierf, op de leeftijd van 71.